# 最強最速バトルレーサー
『最強最速バトルレーサー』（さいきょうさいそくバトルレーサー）は、セガが開発したトレーディングカードアーケードゲーム。2009年4月23日より稼動開始。

## 概要
このゲームはカードによるカスタマイズシステムを採用したレースゲームである。
筐体から払い出される『マシンカード』や『パーツカード』の2つのカードを組み合わせることで自分だけのオリジナルマシンを作成することができる。ハンドル中央のボタンを押すことで必殺技を発動できる。
筐体は可動式の2人乗りライドで、ハンドルとボタンだけの簡単な操作でアクセルペダルなしでマシンを動かすことができる。